# ДФ-5
ДФ-5 (Дунфън-5, Dongfeng 5, название на НАТО CSS-4) е китайска междуконтинентална балистична ракета. Тя е основната МКБР на Китай.

## Разработване
Още докато ракетите със среден обсег ДФ-3 и ДФ-4 се разработват, през 1965 китайското ръководство решава да даде зелена светлина на проект за междуконтинентална балистична ракета, способна да достигне Северна Америка. Тактико-техническите изисквания са издадени през март същата година. Проектът е оглавен от Ту Шоуъ и Жън Синмин, които са били специално обучени в САЩ. Определени са сроковете – пробното изстрелване да бъде осъществено през 1971 и довършителните работи по дизайна да приключат през 1973 г. Въпреки бързия напредък на китайските учени в предишните ракети ДФ-3 и ДФ-4, ДФ-5 се оказва предизвикателство. Било е необходимо да бъдат разработени и изследвани десетки технологии, като нови течни горива, помпи, двигател и системи за инерционно направление и управление на полета, бордови компютри, екран за защита на бойната глава и др. Ракетата бива снабдена с първия китайски компютър, работещ с интегрални схеми.
Разработката на ракетата е започната през 1966, но в началото работата се бави заради влиянието на Културната революция. Дейността по проекта се активизира през 1969, и на 14 юни същата година е завършен двигателя на първата степен. Дизайнът е завършен през 1970, а през ноември успешно е тестван двигателя. Първата тестова ракета, назована „изделие 01-Y1“, е завършена през юни 1971. Три месеца по-късно, през септември 1971, от базата Шуан Чън Тзу е осъществено изстрелването ѝ. Заради грешка в софтуера на бордовия компютър обаче, втората степен на ракетата спира да работи по-рано от предвиденото, и ракетата пада на 565 км от целта си. Ноември месец следващата година два от четирите двигателя на втората опитна ракета отказват да запалят, и системите биват аварийно изключени и ракетата не излита. Същата е изстреляна през април 1973, но се взривява във въздуха.
След тези неуспешни опити китайският премиер Чжоу Енлай нарежда замразяване на програмата. Четирите ракети, които вече са били конструирани, са били преоборудвани в Чан Джън-2 за изстрелване на спътници. Системите за управление на първата от тях отказват и е изпратена команда за самоунищожение във въздуха, при което е загубен и спътника на борда ѝ. През 1975 обаче работата по ДФ-5 е възстановена. До 1978 останалите 3 ракети Чан Джън изстрелват успешно спътници в космоса. След известни доработки, китайските учени осъществяват шест изстрелвания на ДФ-5 между януари и октомври 1979, всички от които са успешни. На 12 февруари 1980 китайското правителство одобрява изстрелване на пълен обсег (9000 км). Ракетата с кодово название 580А е изстреляна на 18 май в 10:10:23 местно време. Тя лети 29 минути и 57 секунди, изминавайки разстояние от 9070 км и падайки в Южния Тихи океан. Остатъците са прибрани от бойна група на китайския военноморски флот. През 1981 и 1982 първите две ДФ-5 са приети на въоръжение във Втори артилерийски корпус. На 1 октомври 1984 три нови ракети са показани на военен парад в Пекин.

## Описание
ДФ-5 е двустепенна (тристепенна ако се брои модула с бойната глава) балистична ракета. Тя се отличава с много голямо тегло – 183 тона, което я прави най-тежката междуконтинентална балистична ракета в света след Р-36. За гориво се използва – асиметричен диметилхидразин, а като окислител – азотен тетраоксид. Резервоарите са изградени от високо издръжлива сплав на алуминий и мед. ДФ-5 пренася една бойна глава с тегло от 3000 – 3200 килограма и с мощност от 3 до 5 мегатона (от 1 до 3 при по-ранните модели). Максималният обсег е 13 – 15 000 километра, покривайки голяма част от земната повърхност. Разработва се пакет за модернизация, който би позволил на ракетите ДФ-5 да имат многоблокова бойна част, позволяваща пренасянето на повече от една бойна глава. Всички ракети в експлоатация към 2009 са от модела ДФ-5А, произведен през 1986.
Насочването е инерциално, с бордови компютър. Точността ѝ в сравнение с други съвременни МКБР е ниска – до 1000 м отклонение от целта, но това се компенсира от голямата мощност на бойната глава. ДФ-5 може да пренася една или повече системи за заблуждаване на вражеската ПРО, което повишава способността ѝ за пробив. Базирането бива два вида – на ракетна площадка и в шахти. Зареждането ѝ може да отнеме до 45 минути. Почти всички ракети са разположени в шахти и са в готовност за изстрелване, докато малкото разположени на площадки са по-уязвими и не са готови за бързо изстрелване.

## Хронология на изстрелванията
| Дата              | Площадка           | Описание                                                              | Резултат  |
| ----------------- | ------------------ | --------------------------------------------------------------------- | --------- |
| 10 септември 1971 | База 20 (Дзиуцюен) | Първо пробно изстрелване                                              | Неуспешен |
| 26 декември 1972  | База 20 (Дзиуцюен) | Второ пробно изстрелване                                              | Неуспешен |
| 8 април 1973      | База 20 (Дзиуцюен) | Трето пробно изстрелване                                              | Неуспешен |
| 5 ноември 1974    | База 20 (Дзиуцюен) | Изстрелване на спътник ФШУ-0-0                                        | Неуспешно |
| 26 ноември 1975   | База 20 (Дзиуцюен) | Изстрелване на спътник ФШУ-0-1                                        | Успешно   |
| 7 декември 1976   | База 20 (Дзиуцюен) | Изстрелване на спътник ФШУ-0-2                                        | Успешно   |
| 14 септември 1977 | База 20 (Дзиуцюен) | Изстрелване с бойна глава                                             | Успешен   |
| 26 януари 1978    | База 20 (Дзиуцюен) | Изстрелване на спътник ФШУ-0-3                                        | Успешно   |
| 16 април 1978     | База 20 (Дзиуцюен) | Изстрелване с бойна глава                                             | Успешен   |
| 5 октомври 1978   | База 20 (Дзиуцюен) | Бойно изстрелване с ниска траектория                                  | Успешен   |
| 7 януари 1979     | База 25 (Тайюен)   | Изстрелване от шахта                                                  | Успешен   |
| 5 април 1979      | База 20 (Дзиуцюен) | Бойно изстрелване с ниска траектория                                  | Успешен   |
| 15 юли 1979       | База 25 (Тайюен)   | Изстрелване от шахта с използване на заблудителна система             | Успешен   |
| октомври 1979     | База 25 (Тайюен)   | Изстрелване от шахта с удължен обсег                                  | Успешен   |
| 26 ноември 1979   | База 25 (Тайюен)   | Изстрелване със забавено отделяне на втората степен за по-голям обсег | Неуспешен |
| 18 май 1980       | База 20 (Дзиуцюен) | Изстрелване на максимален обсег (к.н. 580А)                           | Успешен   |
| 21 май 1980       | База 20 (Дзиуцюен) | Изстрелване на максимален обсег (к.н. 580Б)                           | Неуспешен |
| 7 декември 1980   | База 25 (Тайюен)   | Изстрелване с подобрена навигационна система                          | Успешен   |
| 1989              | ?                  | Бойно изстрелване, последно известно тестово изстрелване на ДФ-5      | Успешен   |

## Оператори
- Китай – до 70 ракети. Точната бройка се пази в строга тайна.
  - Втори артилерийски корпус
    - 801 бригада, Линбао: 6 – 10 ракети
    - 803 бригада, Дзинджоу: 6 – 10 ракети
    - 804 бригада, Луоян: 6 – 10 ракети